# Эль-моло (язык)
Эль-моло (Dehes, El Molo, Elmolo, Fura-Pawa, Ldes, «Ndorobo» (пейоратив)) — почти исчезнувший афразийский язык, на котором говорят на территории залива Эльмоло, на юго-восточном берегу озера Туркана округа Марсабит Восточной провинции в Кении. Носители эль-моло могут исчезнуть, потому что в 1994 году все говорящие были старше 50 лет. Язык эль-моло считался вымершим в середине XX века, но несколько говорящих на этом языке были обнаружены во второй половине того же века. Язык самбуру заимствовал из эль-моло и фонетически, и лексически (слова, связанные с ловлей рыбы, крокодилами и бегемотами), а сам эль-моло был практически вытеснен самбуру.